# 間副䲁
間副䲁（學名：Parablennius intermedius），為輻鰭魚綱鳚形目䲁科副䲁屬的一種，分布於東印度洋澳洲海域，深度1至10公尺，本魚延長略側扁，頭短鈍，體色淺灰色至灰褐色，頭部有黃褐色、紅色至黑色的斑點，身體兩側有深色斑塊，雙眼上方有分支觸鬚，背鰭硬棘7枚、背鰭軟條16-17枚、臀鰭硬棘2枚、臀鰭軟條18-20枚，體長可達12公分，棲息在沿海河口及海灣，雌魚產附著性卵，雄魚有護卵行為，幼魚為浮游性，生活習性不明。